# オー! スーパーマン
「オー! スーパーマン」（O Superman）は、パフォーマンス・アーティストとして活動していたローリー・アンダーソンが1981年に発表した楽曲。DJのジョン・ピールが支持したことで英国で火が付き、全英シングルチャートの2位を記録した。本国のアメリカ合衆国を除き、多くの国でヒットした。

## 作詞作曲とレコーディング
ジュール・マスネが1885年に発表したオペラ『ル・シッド』のアリアを元にローリー・アンダーソンは本作品を書いた。「Ô Souverain, ô juge, ô père」（O Sovereign, O Judge, O Father）という歌詞は、「O Superman / O Judge / O Mom and Dad」と置き換えて歌われた。アンダーソンは、アメリカのテナー歌手、チャールズ・ホーランドのコンサートでこのアリアを聴き、そのあとで曲の着想を得たとされる。
『ガーディアン』のインタビューでアンダーソンは次のように述べている。
またアンダーソンは、『老子道徳経』第38章、14番目の言葉にインスパイアされて歌詞の一部を書いた。
演奏と録音は、アンダーソンのニューヨークの自宅のレコーディング・スタジオ「ザ・ロビー」で行われた。歌のいくつかはヴォコーダーを用いて録音された。ローマ・バランがファルフィッサのオルガンとカシオの電子楽器を弾き、プロデューサーとエンジニアも務めた。ペリー・ホーバーマンがフルートとサキソフォンを吹いた。「オー! スーパーマン」のほか「ウォーク・ザ・ドッグ」も制作された。

## リリース
アンダーソンはそれまでポップ・ミュージックの世界になんら関心がなかった。しかし友人らに説得され、「オー! スーパーマン」をシングル盤として発表することになった。1975年から79年までアンダーソンのステージ・ショーの共同監督を務めていたB. ジョージは、自身が設立したレコード・レーベル「ワン・テン・レコード」から出すことをすすめ、アンダーソンは彼の意見にしたがった。「オー! スーパーマン」は8分21秒もあったため、45回転ではなく33回転のレコードとして制作され、1981年2月に発売された。B面は「ウォーク・ザ・ドッグ」。アンダーソンによれば、レコードは通信販売で、1000枚だけ作られたのだという。ジャケットはアンダーソンが描き、グラフィック・デザインはペリー・ホーバーマンが担当した。
イギリスのDJのジョン・ピールがラジオ番組でかけ、彼が強く推したことから評判を呼び、1981年10月、イギリスではワーナー・ブラザース・レコードから発売された。全英シングルチャートでは2位を記録する大ヒットとなった。アイルランドは11位、ベルギーは19位、オーストラリアは28位、ニュージーランドは21位、南アフリカは16位を記録した。日本では1982年1月にシングル盤が発売された。
このヒットにより、ワーナー・ブラザース・レコードからアルバムを出すことが決まり、1982年4月14日、ファースト・アルバム『ビッグ・サイエンス』が発売された。シングルB面の「ウォーク・ザ・ドッグ」はアルバムには収録されなかった。「オー! スーパーマン」はミュージック・ビデオも制作された。「その声は言った。"Neither snow nor rain nor gloom of night shall stay these couriers from the swift completion of their appointed rounds"」の箇所では、アンダーソンが手話を使って説明する姿が挿入される。
アンダーソンは1984年に5枚組のライブ・アルバム『United States Live』を発表。「オー! スーパーマン」と「ウォーク・ザ・ドッグ」のライブ・バージョンが収録された。
2001年8月、アンダーソンはアルバム『Life on a String』を発表し、これに伴うコンサートツアーが企画される。彼女は当初、アルバムの曲のみの演奏を考えていたが、パートナーのルー・リードにすすめられ古い曲も演奏することとなった。そこへ同時多発テロ事件が発生する。事件直後の9月20日と21日、ニューヨークのタウンホールでコンサートを開き、「オー! スーパーマン」も演奏した。このときのコンサートは翌年、2枚組アルバム『Live in New York』として発表された。
2021年5月20日、アンダーソンは、ローマ・バラン（シンセサイザー）、ルービン・コデリ（チェロ）とともに、NPR Musicの「タイニー・デスク・コンサート」に出演。本作品のほか「Let x=x」「Violin Cello Improv」を配信した。

## カバー・バージョン
- デヴィッド・ボウイ - 1997年のツアー「Earthling Tour」で演奏。リードボーカルはボウイとゲイル・アン・ドロシー。2021年、このときのツアーを収録したアルバム『Look at the Moon! (Live Phoenix Festival 97)』が発売。「オー! スーパーマン」は同アルバムで聴くことができる。
- ドクター・クルート - 2007年のアルバム『History of the World / Part One』に収録。
- ザ・フラワーズ・オブ・ヘル - 2021年のアルバム『Odes』に収録。

## 備考
この曲の歌詞の一部には「只今不在です…」等の留守番電話用のメッセージが使われているが、80年代の一時期、今野雄二は自宅の留守電（メッセージのバック）にこの曲を使用していた。